# Haibane Renmei
Haibane Renmei (灰羽連盟 Haibane renmei?, lit. La federación de las plumas de carbón) es una serie de dōjinshi escritos e ilustrados por Yoshitoshi ABe, posteriormente el estudio de animación Radix Ace Entertainment realizó una adaptación en 2002 a una serie de anime para televisión de trece episodios dirigida por Tomokazu Tokoro.

## Argumento
Rakka es una haibane que nace en el primer capítulo de la historia. A pesar de que no recuerda absolutamente nada de su vida, sabe caminar, leer, escribir, andar en bicicleta, etc. Rakka obtuvo su nombre del sueño que tuvo antes de nacer de su capullo, en el que sueña que está cayendo del cielo ("Rakka" significa "Caer"). Tradicionalmente los nombres de cada haibane se asignan representando la idea del sueño que cada una tuvo. Cuando las demás haibane se reúnen con ella para entregarle su aureola, descubren que por alguna razón ésta no se queda quieta en su posición y deben afirmarla con un trozo de alambre y tela. Después de recibir su aureola, Rakka sufre el doloroso proceso de la aparición de sus alas, después del cual obtiene la apariencia tradicional de las haibane, similar a los ángeles.
Desde este momento Rakka empieza a conocer el pueblo donde nació y empieza a preguntarse: ¿Por qué esta ahí?, ¿Por qué tiene alas? y ¿Qué se supone que debe hacer después de ese momento? y más importante aún, ¿Quién era antes de esto? Sin respuestas a sus preguntas, Rakka decide seguir los pasos de las haibane, el cual es buscar un trabajo. En su recorrido por varios empleos que hay en la ciudad se da cuenta de varias cosas, como las enormes murallas que hay alrededor de toda la ciudad, o el hecho de que los únicos que pueden entrar y salir son los Toga, comerciantes, o finalmente que nadie puede hablar con ellos, salvo el "Washi" que es una especie de intérprete, y aparentemente también un haibane.

## Personajes
Rakka (落下?)
Voz por: Ryō Hirohashi
Es una Haibane recién nacida en el viejo hogar. Cayó del cielo y despertó dentro de un capullo lleno de agua. Antes de darse cuenta, unos seres extraños estaban a su alrededor: tenían aspecto de ángeles, con pequeñas alas y un halo en la cabeza. Además le dieron un nombre sin preguntarle. Para Rakka esta era una extraña experiencia, pero logró mantenter una sonrisa para Reki, quien cuidó de ella durante todo este proceso. Desafortunadamente por alguna razón su halo no se quedaba quieto en su posición y tuvieron que fijarlo con un trozo de alambre y tela. Para complicar más las cosas, unas alas comenzaron a crecer dolorosamente en su espalda, haciéndole gritar de dolor.
Kuu (空?)
Voz por: Akiko Yajima
Es una inocente, alegre y pequeña chica. Debido a su corte de pelo y sus ropas masculinas, el propietario del café donde trabaja la llama "chico". Él realmente creyó que Kuu era un chico hasta que Rakka le dijo que era en realidad una chica. Mientras Kuu fue la más joven de los viejos Haibane, actúa con madurez imitando a Reki y a Hikari. Pero muestra su verdadera madurez cuando ayuda a Rakka en el segundo episodio. Aunque hacen solo dos años desde que Kuu llegó a ser una Haibane, intenta ser un buen ejemplo para las otras Haibane. Para Rakka, es un fantástico mentor.
Hikari (光?)
Voz por: Fumiko Orikasa
Hikari lleva gafas y una especie de vestido con una coleta. Una vez hizo un ingenioso experimento de hacer donuts con el molde del halo que ella tomó prestado de Rakka. También le gusta analizar cosas que le interesan, y tiene una personalidad muy juguetona, como cuando estuvo haciendo el tonto en el puente colgante de cuerda. A veces se queja a Reki porque hace cosas por sí misma sin decírselo a los demás. Le gusta hablar con otras personas y es muy buena haciendo dulces porque trabaja como panadera en la ciudad. Es la más femenina de todas las Haibane del Viejo Hogar.
Kana (河魚?)
Voz por: Eri Miyajima
A pesar de su forma de hablar ruda y desagradable, Kana es dulce y bondadosa. Trabaja activamente en la tienda de relojes para su jefe, quien también tiene un lenguaje áspero y rudo. Lucha enérgicamente contra los cuervos siempre que tira la basura por las mañanas, es bastante masculina, y le encanta reparar engranajes antes que ponerse vestidos.
Nemu (眠?)
Voz por: Kazusa Murai
Nemu es la mayor Haibane en el Viejo Hogar. Ella lleva siendo una Haibane durante nueve años. Es sosegada, paciente y le gusta echar siestas, pero siempre mantiene la compostura y la sensibilidad. Es también una respetada bibliotecaria. Nemu llegó a ser residente de El Viejo Hogar antes de que naciese Reki. Cuando Nemu fue una adolescente, era emocionalmente inestable. En algún momento tuvo alguna fricción con Reki porque son de la misma generación, pero ahora es su mejor amiga.
Reki (礫?)
Voz por: Junko Noda
Reki es la líder de los Haibane en El Viejo Hogar. Su trabajo es cuidar de los niños con la matrona que viene de la ciudad. Es la segunda en tiempo de estancia como Haibane (siete años), justo después de Nemu. Además tiene la responsabilidad de cuidar a los nuevos nacidos. Tiene tendencia a expresar sus sentimientos sin rodeos y a todos les suele gustar su franqueza, y la consideran como hermana mayor. No obstante Reki es muy sensible. Hay algo oscuro en ella, algo que pocos conocen: no logra recordar su sueño, y vive un drama personal que trata de ocultar. Todos los demás Haibane acaban por abandonar el mundo Haibane y cruzar el muro, pero algo le impide poder hacerlo.

## Lanzamiento

### Anime
La producción de la serie fue basada en los dōjinshi escritos e ilustrados por Yoshitoshi ABe, la compañía productora fue Radix Ace Entertainment. Fue emitida desde el 10 de octubre de 2002 hasta el 19 de diciembre de 2002 con episodios de 24 minutos de duración; posteriormente la serie fue lanzada en formato DVD el siguiente año. Animax transmitió el anime en sus respectivas cadenas en varios países del mundo. Fue licenciada con doblaje al inglés para Estados Unidos por Geneon Entertainment. En 2010 Funimation relicenció el anime. El tema de apertura es Free Bird interpretado por Kou Otani y el tema de cierre es Blue Flow por Heart of Air.

#### Lista de episodios
| # | Título | Estreno                 |
| --- | --- | ----------------------- |
| 1 | «El Capullo, El sueño de caer desde el cielo, La vieja casa» «Mayu — Sora o ochiru yume — Ōrudo Hōmu» (繭 — 空を落ちる夢 — オールドホーム)                                | 9 de octubre de 2002    |
| Una chica soñando que cae del cielo, se encuentra dentro de un enorme capullo cuando al "nacer" de él, un grupo de chicas con alas y aureolas la reciben efusivamente; sin memoria anterior, la chica es nombrada Rakka, quien tiene que aprender de ahora en adelante las costumbres del nuevo y misterioso lugar.                   | |                         |
| 2 | «La ciudad y la muralla, Los Toga, Haibane Renmei» «Machi to kabe — Tōga — Haibane Renmei» (街と壁 — トーガ — 灰羽連盟)                                                   | 23 de octubre de 2002   |
| Las habitantes del "viejo hogar" reciben y presentan a Rakka con el resto, especialmente a un numeroso grupo de niños, también con alas y aureola. Rakka debe aprender las reglas del lugar, algunas restricciones para las de su tipo y cuidar de mantenerse dentro de la ciudad amurallada, sus compañeras se hacen llamar haibane. | |                         |
| 3 | «Templo, Dialogador, Pasteles de fruta» «Jiin — Washi — Pankēki» (寺院 — 話師 — パンケーキ)                                                                               | 6 de noviembre de 2002  |
| En una visita a Reki, la joven haibane Rakka descubre el gusto artístico y más detalles de la vida de su compañera. En su primera encomienda, Rakka debe avisar al "comunicador" del pueblo su nacimiento, con el propósito de asignarle un trabajo.                                                                                  | |                         |
| 4 | «Día de basura, La torre del reloj, Pájaros volando sobre la muralla» «Gomi no hi — Tokeitō — Kabe o koeru tori» (ゴミの日 — 時計塔 — 壁を越える鳥)                       | 13 de noviembre de 2002 |
| Rakka y Kana pasan el día juntas buscando trabajo, inician tirando la basura y se dirigen entonces al centro de la ciudad donde Kana presume su trabajo en una torre con un reloj enorme, además aprende sobre los intereses de su amiga.                                                                                             | |                         |
| 5 | «La biblioteca, La fábrica abandonada, El principio del mundo» «Toshokan — Haikōjō — Sekai no hajimari» (図書館 — 廃工場 — 世界のはじまり)                                | 20 de noviembre de 2002 |
| Rakka ahora se dirige a la biblioteca a ver el trabajo de Nemu, la nueva haibane se enfrasca en viejos libros intentando encontrar información sobre la misteriosa ciudad y su pasado. Se revela un lugar llamado "la vieja fabrica", donde otros haibane habitan y tienen una rivalidad con las del "viejo hogar".                   | |                         |
| 6 | «El final del verano, Lluvia, Pérdida» «Natsu no owari — Ame — Sōshitsu» (夏の終わり — 雨 — 喪失)                                                                         | 27 de noviembre de 2002 |
| Explorando el "viejo hogar", Rakka busca una habitación para ella sola, la cual limpia y repara para estar más cómoda, uno de los chicos llamado Kuu le ayuda y le muestra la habitación donde nació Rakka. Kuu desaparece del lugar y se entera del destino que las haibane tendrán en cualquier momento.                            | |                         |
| 7 | «Cicatriz, Enfermedad, La llegada del invierno» «Kizuato — Yamai — Fuyu no tōrai» (傷跡 — 病 — 冬の到来)                                                                  | 27 de noviembre de 2002 |
| Aún en shock por la repentina partida de Kuu, la joven haibane se dedica a labores domésticas y se deprime. Tras la recaída de Rakka, la joven empieza a tener un malestar en sus alas, entonces Reki le ayuda con algunas medicinas, mientras le explica como es que las haibane llegan, viven y parten de este misterioso mundo.    | |                         |
| 8 | «El pájaro» «Tori» (鳥) | 4 de diciembre de 2002  |
| Hikaru le regala a Rakka un par de protectores para sus alas, con la llegada del invierno, la nueva haibane comienza a tener dudas de su propia existencia. En una visita al centro del pueblo, Rakka se siente avergonzada de la condición de sus alas y huye hacia el bosque.                                                       | |                         |
| 9 | «El pozo, Renacimiento, Acertijo» «Ido — Saisei — Nazokake» (井戸 — 再生 — 謎掛け)                                                                                        | 4 de diciembre de 2002  |
| El "viejo hogar" sale en busca de Rakka hacia el bosque, tras pasar un gran tiempo dentro de un pozo, Rakka es salvada por un miembro de los Toga quienes se comunican con señas, quien le ofrece ayuda para regresar a su hogar. | |                         |
| 10 | «Kuramori, Los Haibane de la fábrica abandonada, El trabajo de Rakka» «Kuramori — Haikōjō no Haibane tachi — Rakka no shigoto» (クラモリ — 廃工場の灰羽達 — ラッカの仕事) | 11 de diciembre de 2002 |
| En un vistazo del pasado, Reki también sufrió de pequeña la enfermedad de las alas manchadas, además del método usado para la elaboración de la medicina. En el presente Reki acude a pedir ayuda a un comunicador de los Toga, quienes le ofrecen un trabajo.                                                                        | |                         |
| 11 | «La partida, Oscuridad en el corazón, Algo irremplazable» «Betsuri — Kokoro no yami — Kakegae no nai mono» (別離 — 心の闇 — かけがえのないもの)                           | 11 de diciembre de 2002 |
| Rakka se reúne con Hyoko y Midori en la fábrica abandonada. En el trabajo en las cuevas, Rakka temerosa escucha alucinaciones y continúa trabajando; en la biblioteca Rakka toma el lugar de su compañera que ha enfermado, la joven haibane explora los viejos libros de nuevo.                                                      | |                         |
| 12 | «Nueces cascabel, El festival de año nuevo, Reconciliación» «Suzu no mi — sugikoshi no matsuri — Yūwa» (鈴の実 — 過ぎ越しの祭 — 融和)                                     | 18 de diciembre de 2002 |
| Rakka y todo el grupo de haibane asisten a un festival de conmemoración en el pueblo, donde reparten nueces a los habitantes como agradecimiento, mientras tanto un comunicador le informa a Rakka que el día de la partida de una haibane llegará cuando esté lista para ello.                                                       | |                         |
| 13 | «El Mundo de Reki, Oración, Epílogo» «Reki no sekai — Inori — Shūshō» (レキの世界 — 祈り — 終章)                                                                          | 18 de diciembre de 2002 |
| Rakka entra a la habitación de Reki, pintada totalmente, Reki empieza a entender su camino hacia la salvación y en su habitación empieza a experimentar una serie de revelaciones, antes de su partida. | |                         |

## Recepción
El anime Haibane Renmei fue reseñado por THEMAnime como una "historia sobre amistad, pérdida, responsabilidad, religión (de cierta forma) y las pequeñas cosas que traen felicidad a la vida". El "arte y la animación son mayormente buenos, con ocasionales deslizes" y habla de un mundo "bien conceptualizado, un lugar amurallado y un diseño de personajes único". Según la reseña "el argumento es muy sutíl: con la historia enfocada en Rakka, el anime se convierte en el día a día de la protagonista, paso a paso". Respecto al tema religioso, señalan que "no existe una religiosidad respecto a un creador o referencias; más bien tratan del espíritu humano y su relación con las Haibane, los seres con aureolas y alas". Consideran que "la banda sonora del anime es maravillosa, incluido el tema de apertura". La crítica termina apuntando que "si uno espera acción y explosiones no es sobre eso, es un anime sobre reflexión y una curiosa calma con personajes bastante reales".
En una reseña hecha por Anime News Network señalan que "algunos de los puntos más fuertes de la serie son su paciencia y suavidad en la revelación de los misterios que rodean la trama; las señales de la posible historia aparecen gradualmente". Además mencionan que "a pesar de sonar aburrido, los misterios y suspenso son plenamente intrigantes". Respecto a los personajes "todos son agradables y muy reales, desde el fuerte espíritu de Kuu, la genial Kana hasta la amable dedicación de Reki; por otro lado la brillante Hikari y la inocente Rakka". Los elementos visuales referidos en la reseña "son bien definidos, la animación es buena pero flaquea en ocasiones o es muy simple". Por último mencionan que "aunque la serie no explica todo el mundo amurallado y sus personajes, deja una sensación de satisfacción". En Anime News Network dedicaron un análisis a la música y banda sonora de Haibane Renmei, donde destacaron el corte clásico de las piezas musicales tanto como el tema de apertura "con aire barroco y melancólico". La música "a veces es lenta y metódica, en otras veces cambia la emoción a una simple nota".